# Robert Epstein (psycholog)
Robert Epstein (ur. 19 czerwca 1953) – amerykański psycholog.
Był redaktorem naczelnym czasopisma „Psychology Today”. Jest założycielem Cambridge Center for Behavioral Studies.
Doktoryzował się w 1981 roku na Uniwersytecie Harvarda.
Jego dorobek obejmuje prace z zakresu psychologii oraz 15 książek.

## Twórczość książkowa
- Notebooks: B. F. Skinner (red.) (1980) ISBN 0-13-624106-9
- Skinner for the Classroom: Selected Papers (red.) (1982) ISBN 0-87822-261-8
- Cognition, Creativity, and Behavior: Selected Essays (1996) ISBN 0-275-94452-2
- Creativity Games for Trainers (1996) ISBN 0-07-021363-1
- Pure Fitness: Body Meets Mind (współautorstwo: Lori Fetrick) (1996) ISBN 1-57028-087-8
- Self-Help Without the Hype (1996) ISBN 0-937100-00-5
- Irrelativity (1997) ISBN 1-884470-13-0
- The New Psychology Today Reader (1999) ISBN 0-7872-5617-X
- Stress-Management and Relaxation Activities for Trainers (1999) ISBN 0-07-021762-9
- The Big Book of Creativity Games (2000) ISBN 0-07-136176-6
- The Big Book of Stress-Relief Games (2000) ISBN 0-07-021866-8
- The Big Book of Motivation Games (współautorstwo: Jessica Rogers) (2001) ISBN 0-07-137234-2
- The Case Against Adolescence: Rediscovering the Adult in Every Teen (2007) ISBN 0-7879-8737-9
- Parsing the Turing Test: Philosophical and Methodological Issues in the Quest for the Thinking Computer (współred.) (2008) ISBN 978-1-4020-6708-2
- Teen 2.0: Saving Our Children and Families from the Torment of Adolescence (2010) ISBN 1-884995-59-4